# Боденгайм
Боденгайм (нім. Bodenheim) — громада в Німеччині, розташована в землі Рейнланд-Пфальц. Входить до складу району Майнц-Бінген. Центр об'єднання громад Боденгайм.
Площа — 13,43 км2. Населення становить 7787 ос. (станом на 31 грудня 2020).

## Галерея

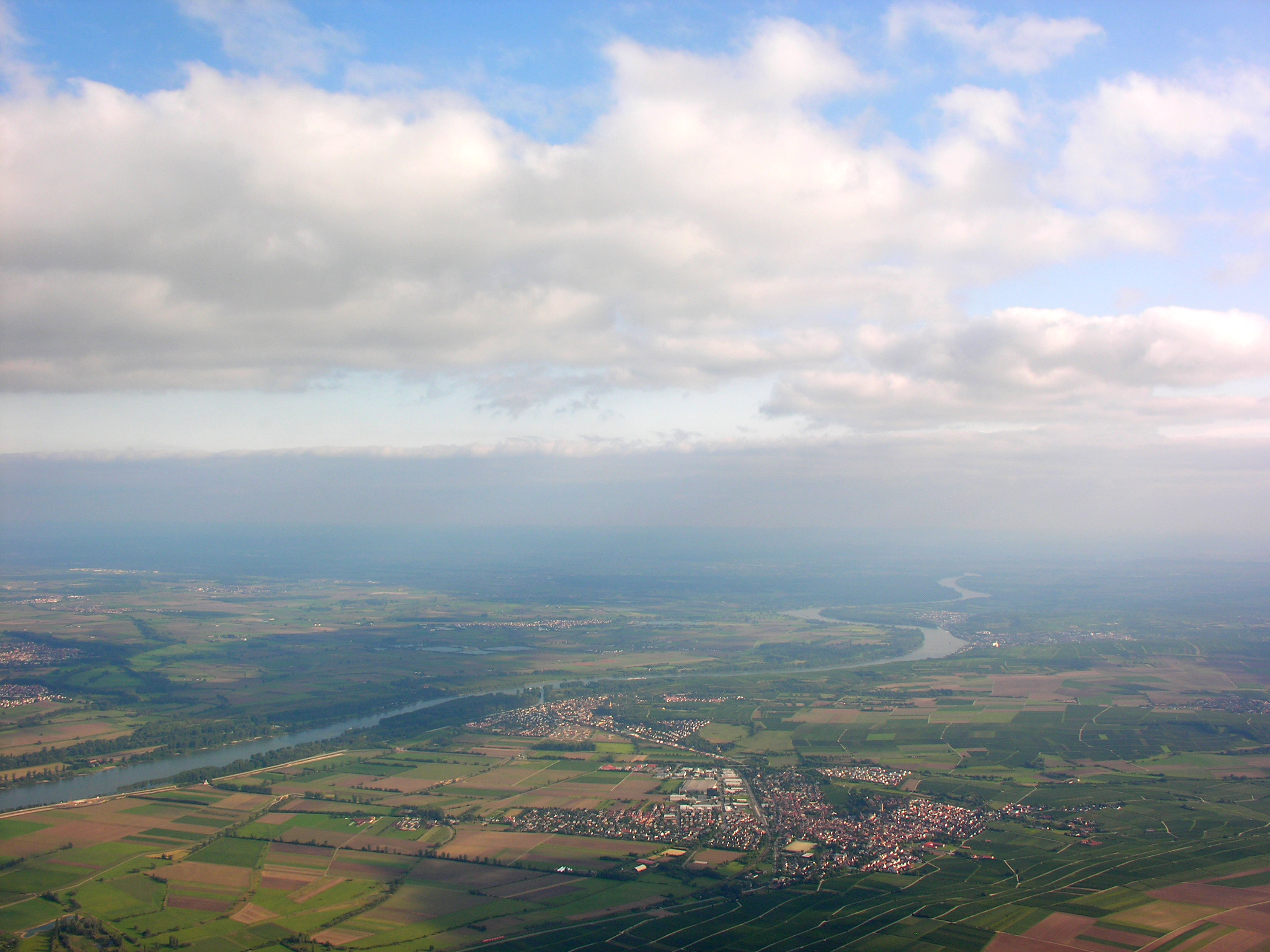
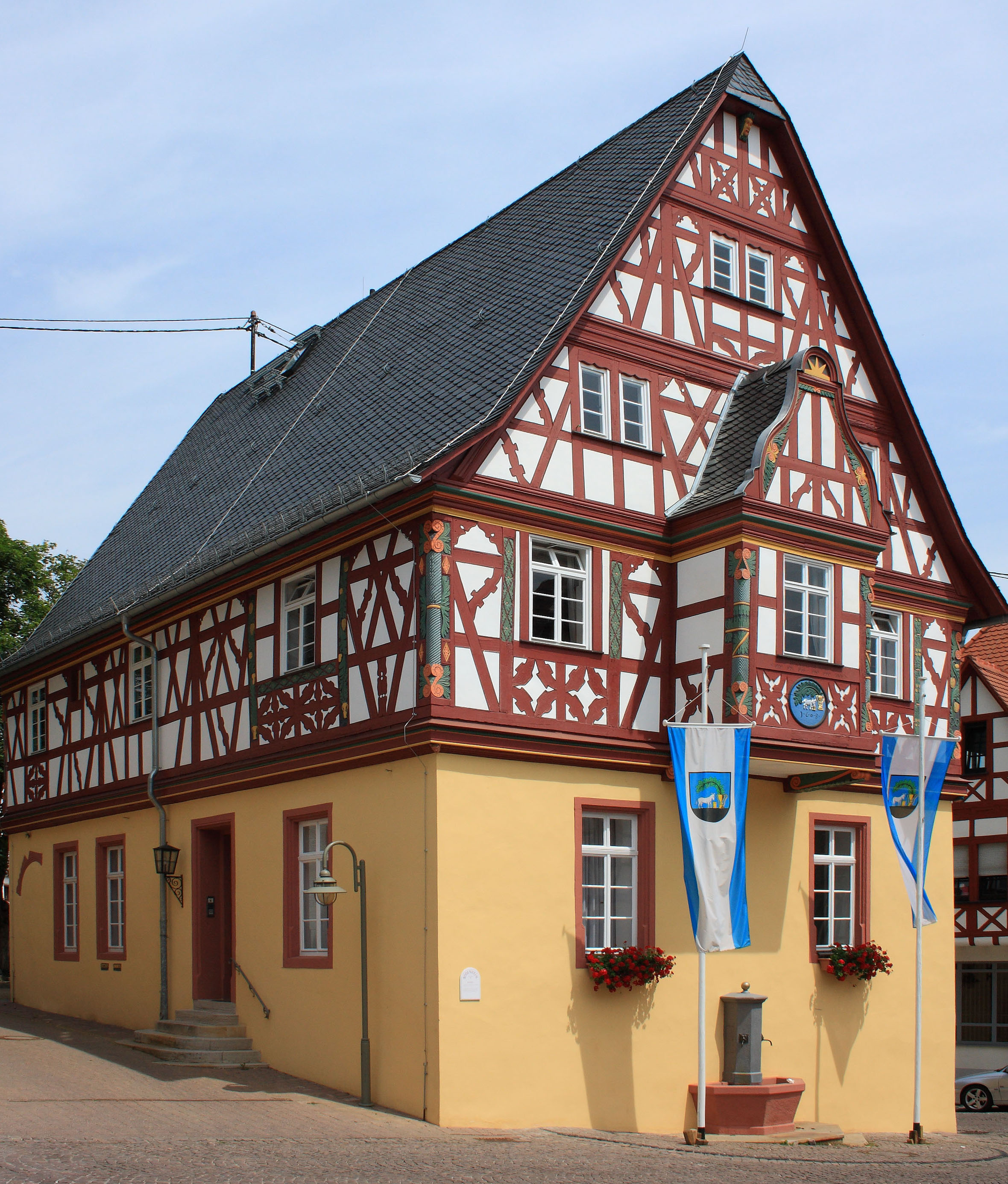
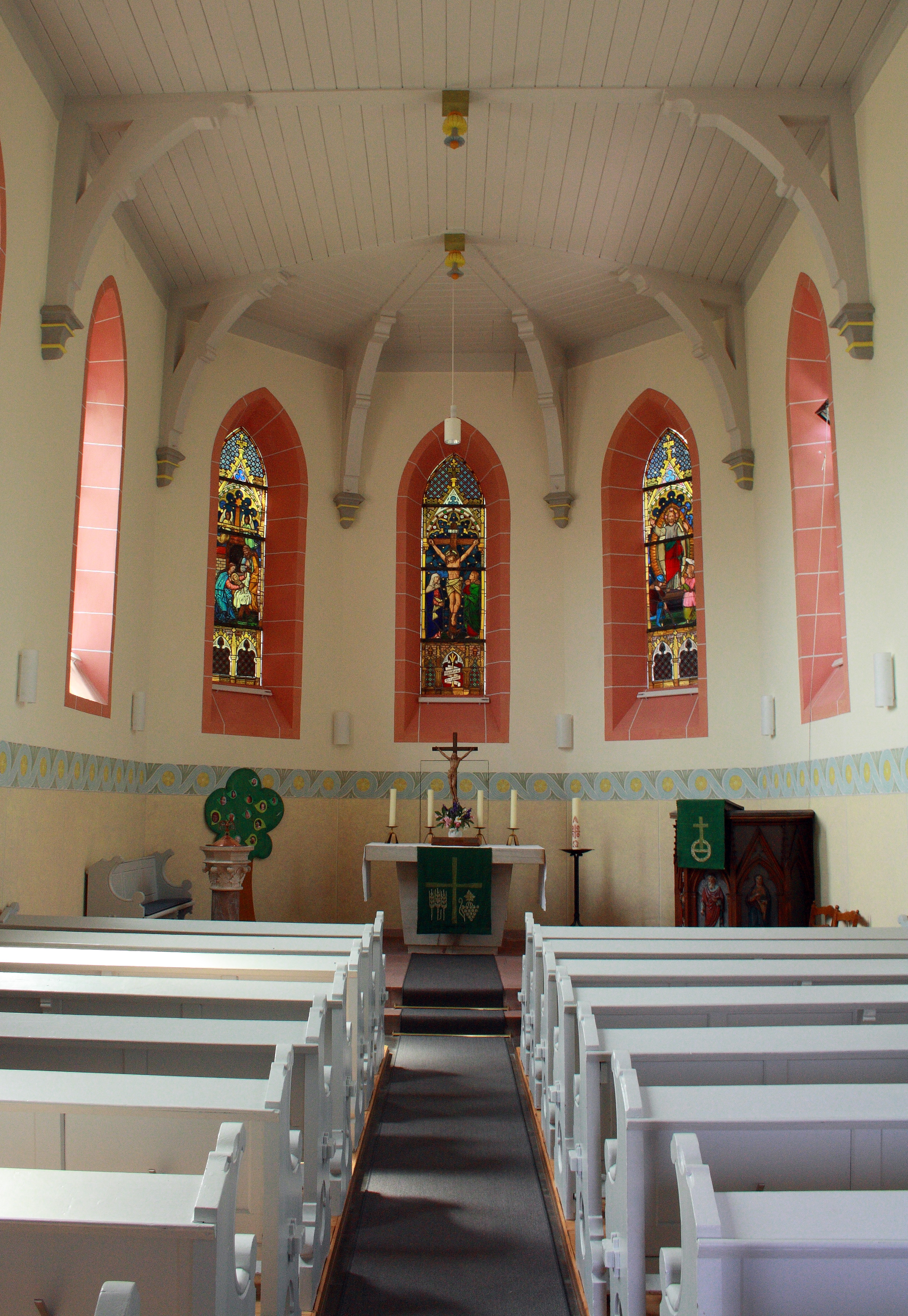
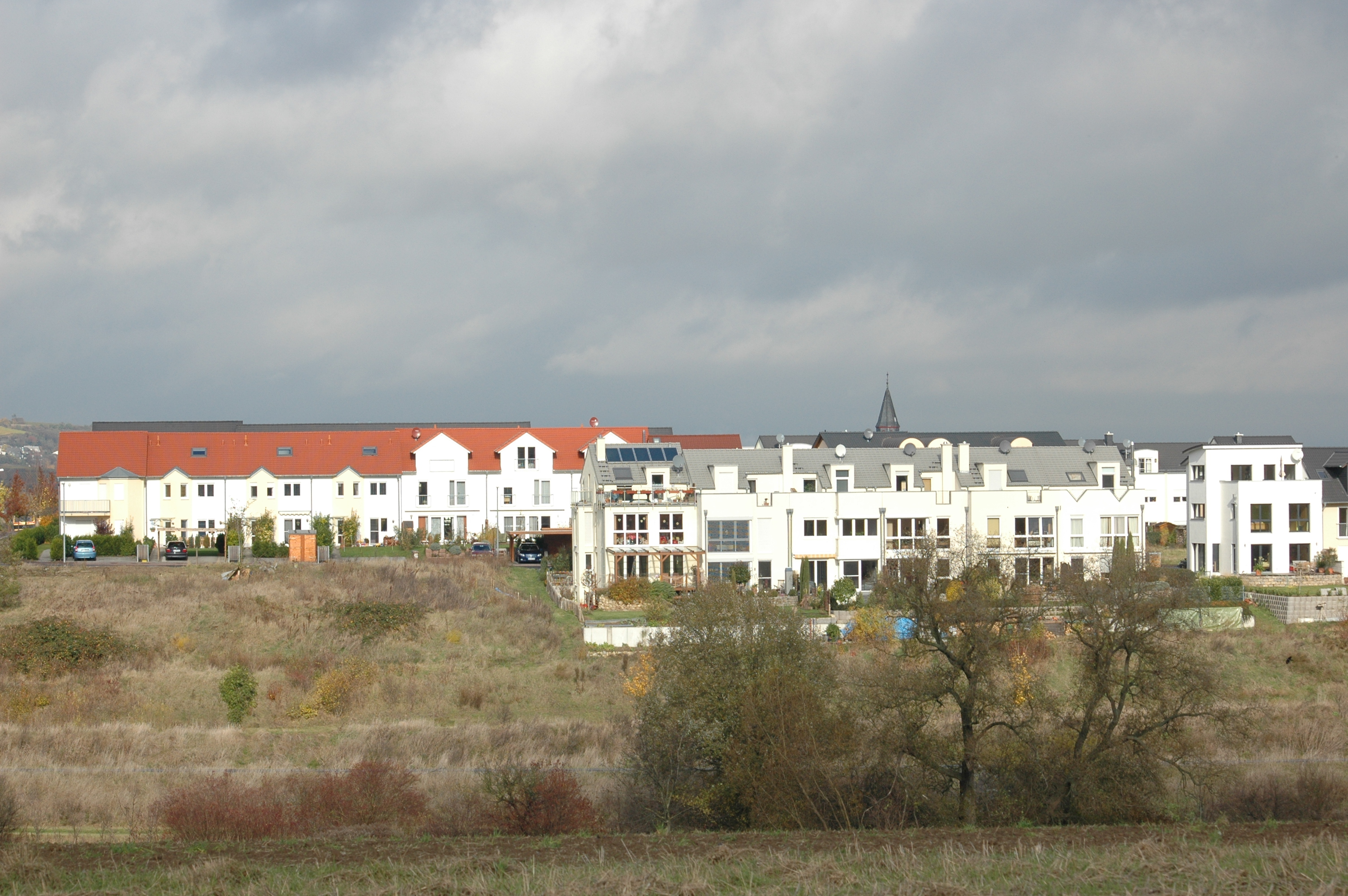
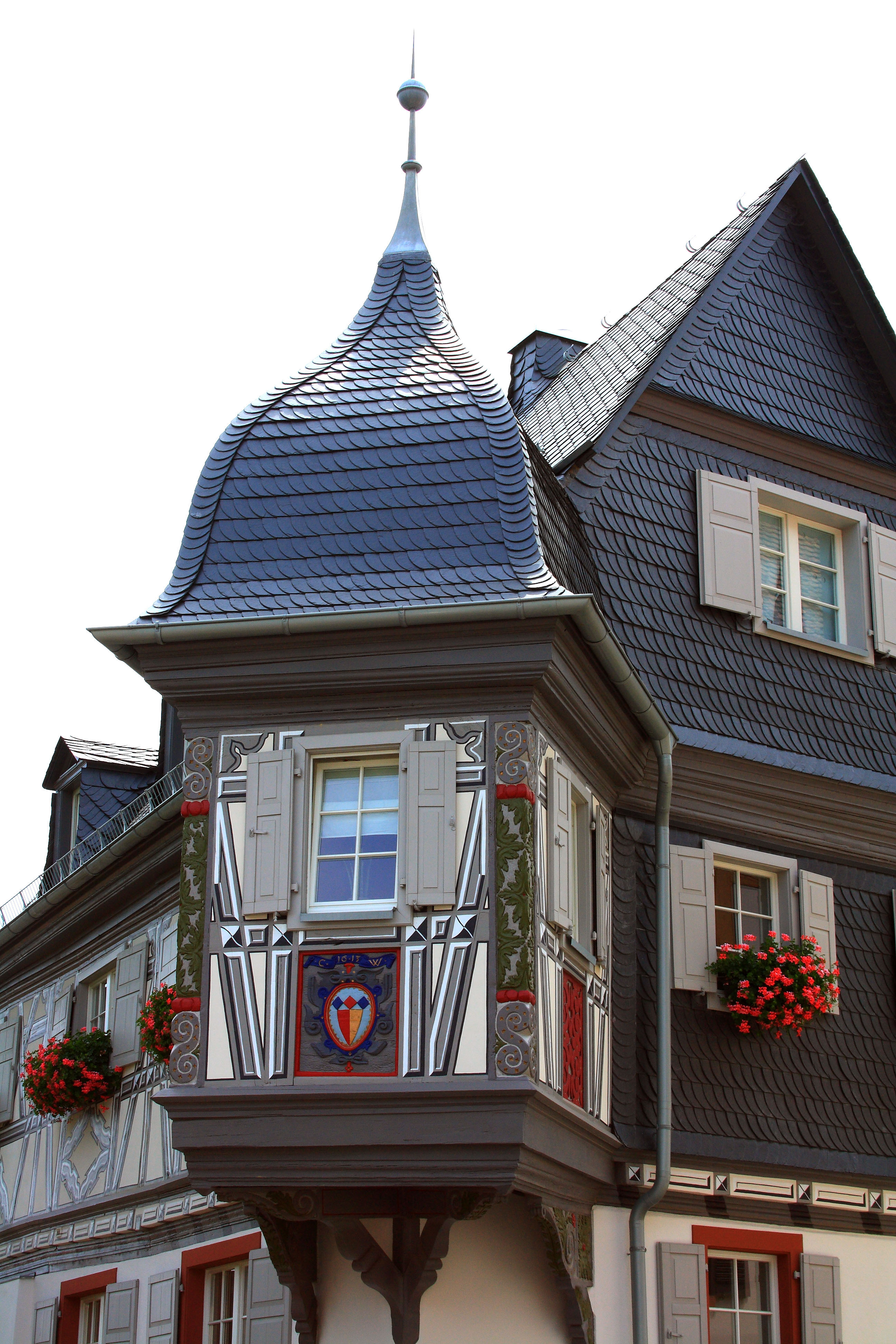
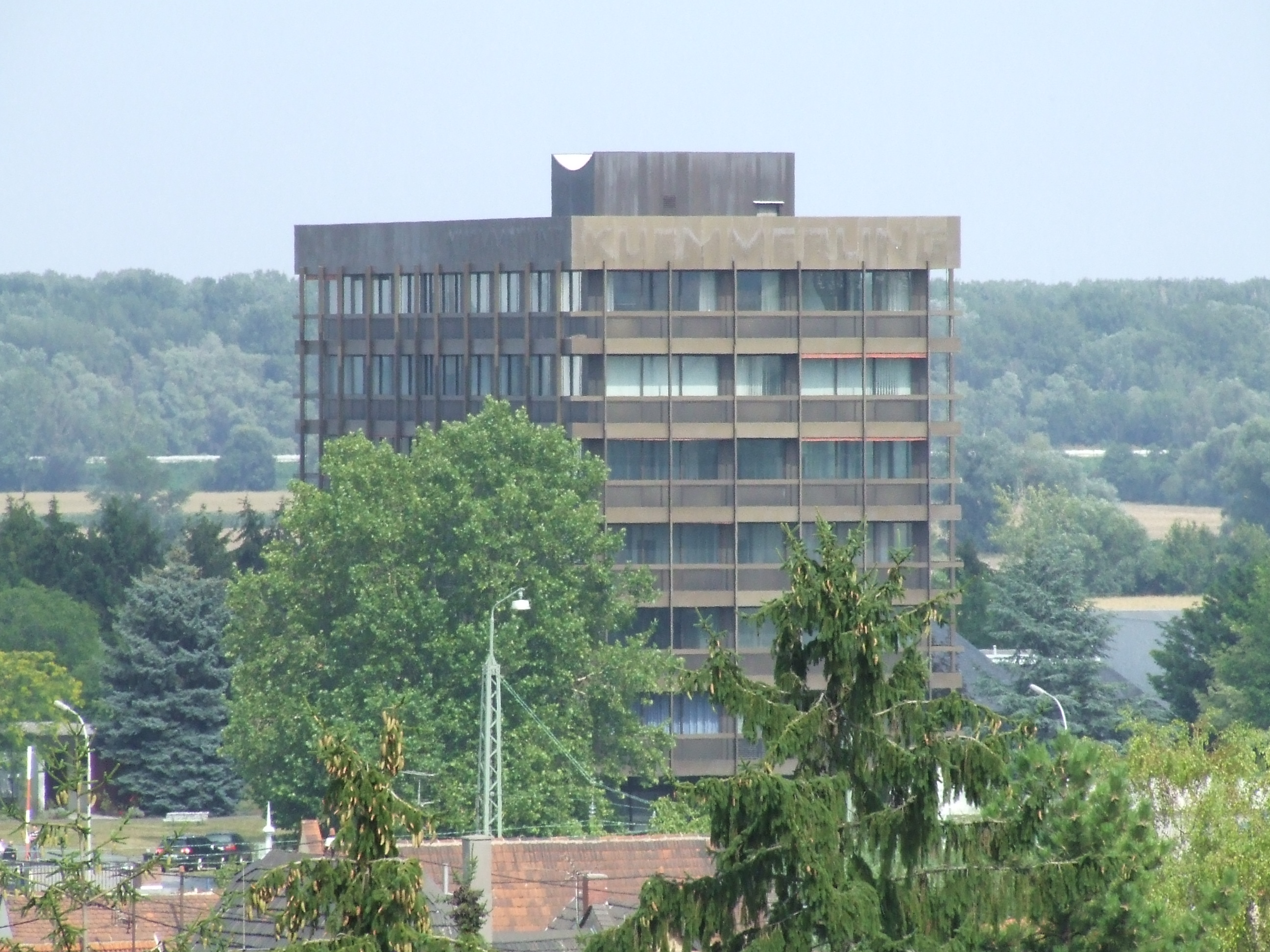